# Браши (Оклахома)
Браши (енгл. Brushy) насељено је место без административног статуса у америчкој савезној држави Оклахома.

## Демографија
По попису из 2010. године број становника је 900, што је 113 (14,4%) становника више него 2000. године.
| Група             | 2000.       | 2010.       |
| Белци             | 463 (58,8%) | 516 (57,3%) |
| Афроамериканци    | 1 (0,1%)    | 2 (0,2%)    |
| Азијати           | 0 (0,0%)    | 0 (0,0%)    |
| Хиспаноамериканци | 20 (2,5%)   | 26 (2,9%)   |
| Укупно            | 787         | 900         |